# Flotsam Jetsam
Flotsam Jetsam è una compilation del cantante e polistrumentista inglese Robert Wyatt, pubblicata nel 1994 dall'etichetta indipendente Rough Trade Records. L'album raccoglie brani significativi della carriera del musicista registrati tra il 1968 ed il 1989, alcuni dei quali sono inediti. La maggior parte sono attribuiti a Wyatt, i rimanenti a band dove ha suonato o a musicisti con cui ha collaborato.
Particolarmente interessanti sono Slow Walkin' Talk, duetto con Jimi Hendrix, e una primitiva versione inedita della bellissima Moon In June, che avrebbe visto la luce nel 1970 nell'album Third, il capolavoro dei Soft Machine. Questi due brani furono registrati a Hollywood nell'autunno del 1968, quando Wyatt rimase negli USA dopo la tournée e lo scioglimento degli stessi Soft Machine. Notevoli sono anche Standfast, suonata con Gary Windo e Mongezi Feza, due tra i musicisti preferiti di Wyatt, e No 'Alf Measures, un inedito dei Matching Mole.
La selezione delle tracce è stata fatta dall'autore in collaborazione con lo scrittore Michael King, che ne ha scovato una parte nel corso della ricerca per la stesura della biografia Robert Wyatt : Wrong Movements, uscita nello stesso anno dell'album per la britannica SAF Publishing. L'album è stato dedicato da Wyatt al padre, musicista semi-dilettante deceduto nel 1963.

## Tracce e musicisti
1. Robert Wyatt – Slow Walkin' Talk (Brian Hopper) – 2:58
(registrata nell'ottobre del 1968 a Hollywood, inserita nella compilation del 1992 di Hendrix Calling Long Distance[4])
  - Jimi Hendrix, basso
  - Wyatt, voce, piano, organo, batteria
2. Robert Wyatt – Moon In June (Wyatt) – 2:57
(registrata nell'ottobre/novembre del 1968 a Hollywood o a New York) 
  - Wyatt, voce, piano elettrico, piano, organo, batteria, flexatone
3. Symbiosis – Standfast (Gary Windo) – 11:51
(registrata l'11 gennaio 1971 alla BBC e trasmessa il 30 gennaio nel programma Top Gear)
  - Ray Babbington, basso
  - Robert Wyatt, batteria
  - Steve Florence, chitarra
  - Gary Windo, sax-tenore, flauto
  - Nick Evans, trombone
  - Mongezi Feza, tromba, flauto
4. Matching Mole – No 'Alf Measures (Kevin Ayers) – 6:57
(registrata il 6 marzo 1972 alla BBC e trasmessa il 24 marzo nel programma Sounds Of The 70's)
  - Bill MacCormick, basso
  - Robert Wyatt, batteria
  - Phil Miller, chitarra
  - Dave MacRae, piano elettrico
5. Robert Wyatt – God Song/Fol De Rol (Wyatt, Phil Miller, Richard Sinclair) – 7:37
(registrata il 5 dicembre 1972 alla BBC e trasmessa il 19 dicembre nel programma Top Gear)
  - Francis Monkman, piano, sintetizzatore
  - Robert Wyatt, voce, percussioni, piano
6. Lol Coxhill – Soprano Deritavo/Apricot Jam (Lol Coxhill, Kevin Ayers) – 6:24
(registrata nell'autunno del 1973 ai Kaleidophone Studios. Pubblicata nel 1974 dalla Caroline Records nell'album di Lol Coxhill e Stephen Miller (Lol Coxhill Oh Really?/Stephen Miller The Story So Far)
  - Archie Leggett* , basso
  - Kevin Ayers, chitarra
  - Lol Coxhill, sax soprano
  - Robert Wyatt, percussioni
7. Slapp Happy And Friends – A Little Something (Peter Blegvad)
(registrata il 25 giugno 1974 alla BBC e trasmessa il 16 luglio nel programma Top Gear)
  - Peter Blegvad, chitarra acustica, voce
  - Lindsay Cooper, fagotto
  - Jeff Clyne, contrabbasso
  - Geoff Leigh, flauto
  - Fred Frith, chitarra
  - Dagmar Krause, voce
  - Robert Wyatt, percussioni
8. Gary Windo – Now Is The Time (Pam Windo, Gary Windo) – 6:12
(registrata nell'aprile 1976 ai Brittania Row Studios di Londra per un album di Windo mai pubblicato, viene inserita nella raccolta dello stesso Windo His Master's Bones, pubblicata nel 1996 dalla Cuneiform Records)
  - Terri Quaye, coro
  - Bill MacCormick, basso
  - Hugh Hopper, basso
  - Nick Mason, batteria
  - Richard Brunton, chitarra
  - Robert Wyatt, voce
  - Pam Windo, coro, pianoforte
  - Gary Windo, sax tenore
9. Unity/Hanwell Band e Robert Wyatt – Now't Doin (Laurie Scott Baker) – 1:27
(strumenti registrati il 2 maggio 1976 ai Maximum Sound Studios di Londra, voce registrata nella casa londinese di Wyatt il 17 maggio 1976)
  - Ray Babbington, basso
  - Tony Hicks, batteria
  - Dave MacRae, piano
  - Laurie Scott Baker, sintetizzatore, percussioni
  - Wyatt, voce
10. Robert Wyatt – Born Again Cretin (Wyatt) – 2:33
(registrata tra il 16 ed il 21 febbraio 1981 negli studi romani di Rai Radio 3 per il programma Un certo discorso ed inserita nella compilation di Wyatt del 1982 Nothing Can Stop Us)
  - Wyatt, voce, tastiere, piano, percussioni
11. Robert Wyatt – Billie's Bounce (Charlie Parker) – 1:29
(registrata tra il 16 ed il 21 febbraio 1981 negli studi romani di Rai Radio 3 per il programma Un certo discorso)
  - Wyatt, voce, batteria
12. Robert Wyatt – Locomotive (Pete Brown, Thelonious Monk) – 1:30
(registrata a casa di Wyatt all'inizio degli anni ottanta)
13. Robert Wyatt – War Without Blood (Wyatt) – 4:21
(registrata ai Blackwing Studios di Londra nella primavera del 1984 per il mai pubblicato E.P. Work In Progress
  - Wyatt, voce, batteria, tastiere
14. Robert Wyatt – Obert Tancat 1 (Wyatt) – 3:06
(registrata negli studi TV3 di Barcellona, in Spagna, per la serie di documentari Arsenal-Atlas)
  - Wyatt, tastiere
15. Claustrophobia – Tu Traicon (Pedro Burruezo) – 3:06
(registrata il 19 febbraio 1987 agli studi Aprilia di Barcellona, in Spagna, per l'album Repulsion dei catalani Claustrophobia)
  - Robert Wyatt, schiocchi delle dita, campanaccio, voce, cori
  - Maria Jose Pena, piano
  - Antoni Baltar, sintetizzatore
  - Pedro Burruezo, chitarra
16. Robert Wyatt – Obert Tancat 2 (Wyatt) – 1:00
(registrata negli studi TV3 di Barcellona, in Spagna, per la serie di documentari Arsenal-Atlas)
  - Wyatt, tastiere
17. The Happy End – Turn Things Upside Down (Mat Fox, Jon Bruce Glasier) – 5:26
(registrata il 12 dicembre 1989 agli Axis Studios di Sheffield per l'album Turn Things Upside Down di The Happy End, pubblicato nel 1990)
  - Membri di The Happy End, strumenti
  - Sarah Allen, flauto
  - Robert Wyatt, voce
18. Robert Wyatt with The Swapo Singers – The Wind Of Change (Jackson M. Kaujeua) – 4:34
(registrata il 30 agosto 1985 agli studi Power Plant per il singolo di Robert Wyatt with the Swapo Singers Wind Of Change / Namibia, pubblicato dalla Rough Trade Records)
  - Jerry Dammers, piano, sintetizzatore, chitarra
  - Dick Cuthell, cornetta
  - Ernest Mogotsi Mothle, contrabbasso
  - Roy Dodds, batteria
  - Ben Mendelsohn, chitarra
  - Lynval Golding, chitarra ritmica
  - Claire Hurst, sax
  - Mark Lockheart, sax soprano
  - Annie Whitehead, trombone
  - Robert Wyatt, voce
  - Swapo Singers, voce